# 세우니차

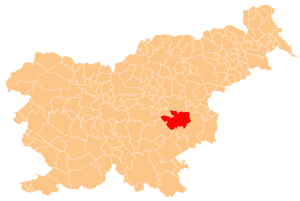
세우니차의 위치

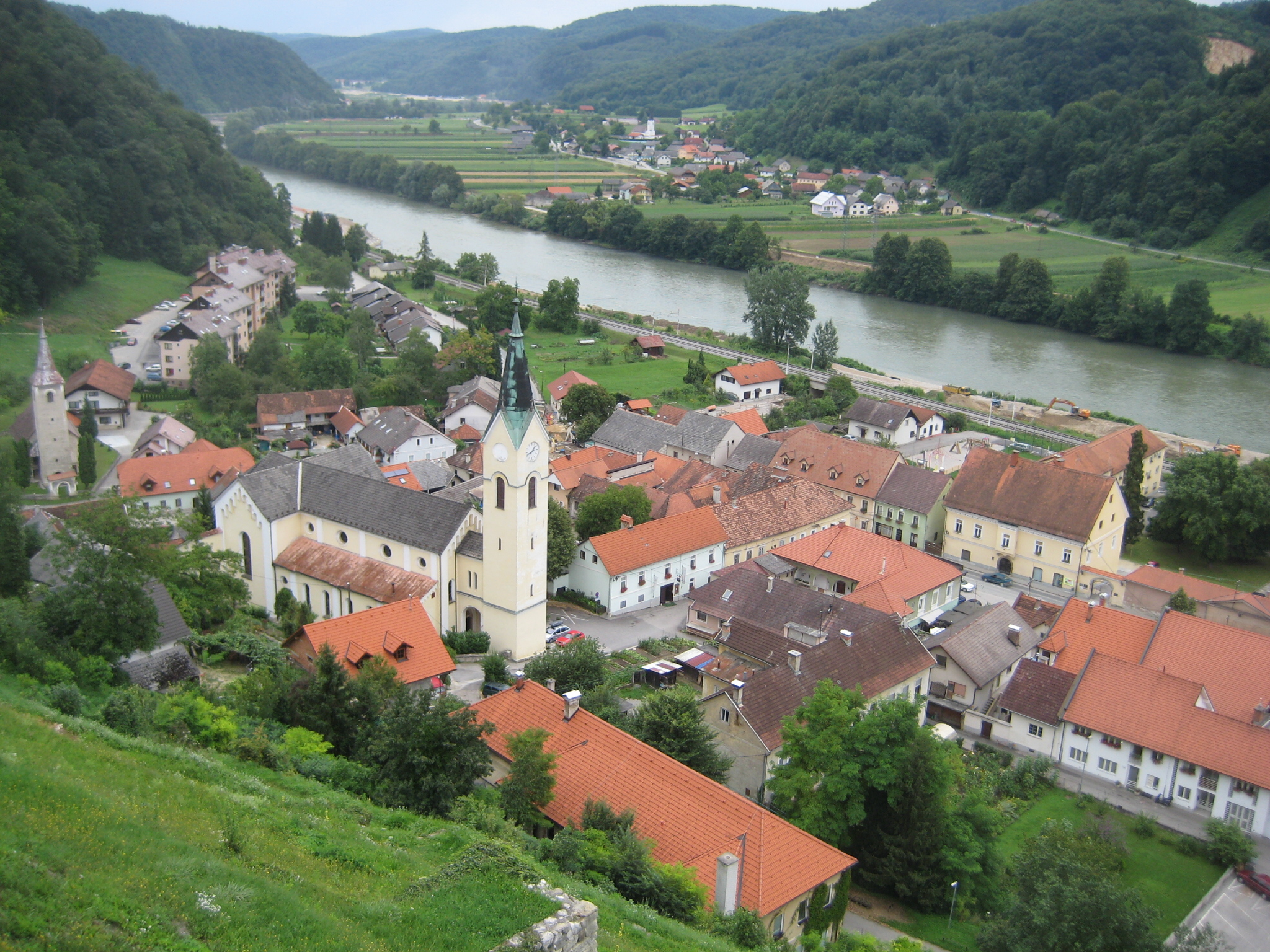
세우니차 전경

세우니차(슬로베니아어: Sevnica, 독일어: Lichtenwald 리히텐발트[*])는 슬로베니아 동부에 있는 도시로 면적은 272.2km2, 인구는 17,633명(2008년 기준), 인구 밀도는 64.78명/km2이다. 전통적으로는 슈타예르스카 지역에 속하며 사바강 좌안과 접한다. 1275년 독일어 문헌에서 최초로 "리히텐발데"(Liechtenwalde)라는 이름으로 등장했다.